# Penthouse Comix
Penthouse Comix foi uma revista em quadrinhos erótica de tamanho grande publicada pela Penthouse International/General Media Communications de 1994 até 1998, chegando a 32 volumes publicados. A revista foi fundada e editada por George Caragonne e Horatio Weisfeld.